# Cal-Nev-Ari, Nevada
Cal-Nev-Ari, Nevada (енгл. Cal-Nev-Ari) насељено је место без административног статуса у америчкој савезној држави Невада.

## Демографија
По попису из 2010. године број становника је 244, што је 34 (-12,2%) становника мање него 2000. године.
| Група             | 2000.       | 2010.       |
| Белци             | 265 (95,3%) | 223 (91,4%) |
| Афроамериканци    | 0 (0,0%)    | 1 (0,4%)    |
| Азијати           | 0 (0,0%)    | 0 (0,0%)    |
| Хиспаноамериканци | 6 (2,2%)    | 12 (4,9%)   |
| Укупно            | 278         | 244         |